# Far darrig
Un far darrig o fear dearg es un hada de la mitología irlandesa.
De acuerdo con Fairy and Folk Tales of the Irish Peasantry  el far darrig está clasificado como un hada solitaria junto con el leprechaun y el clurichaun.

## Etimología
Far darrig es la pronunciación inglesa de su verdadero nombre en irlandés, fear dearg, que quiere decir Hombre Rojo ya que viste capa y abrigo de este color.